# Бєлінське
Бєлі́нське (до 1948 — Палапа́н, крим. Palapan) — село Керченського району Автономної Республіки Крим.

## Географія
Селом тече річка Аджиельська.

## Історія
Поблизу Бєлінського виявлено залишки поселення і могильника доби бронзи, а неподалік від Золотого — укріпленого античного поселення IV—І ст. до н. е., біля Нововідрадного — поселення і могильника II—III століть.
У 2023 році у проєкті Постанови Верховної Ради України «Про перейменування деяких населених пунктів Автономної Республіки Крим» село запропоновано перейменувати на Палапан.